# Таллапуса (округ)
Таллапу́са (англ. Tallapoosa County) — округ в штате Алабама, США. Официально образован в 1832 году. По состоянию на 2010 год, численность населения составляла 41 616 человек.

## География
По данным Бюро переписи США, общая площадь округа равняется 1 983,942 км2, из которых 1 857,032 км2 суша и 129,500 км2 или 6,500 % это водоемы.

### Соседние округа
|        | Фейетт    |            | Уолкер |  |
| Пикенс | север     | Джефферсон |        |  |
| Пикенс | Таллапуса | Джефферсон |        |  |
| Пикенс | юг        | Джефферсон |        |  |
| Грин   | Хейл      | Бибб       |        |  |

## Население
По данным переписи населения 2000 года в округе проживает 41 475 жителей в составе 16 656 домашних хозяйств и 11 809 семей. Плотность населения составляет 22,00 человека на км2. На территории округа насчитывается 20 510 жилых строений, при плотности застройки около 11,00-ти строений на км2. Расовый состав населения: белые — 73,48 %, афроамериканцы — 25,36 %, коренные американцы (индейцы) — 0,26 %, азиаты — 0,18 %, гавайцы — 0,01 %, представители других рас — 0,17 %, представители двух или более рас — 0,54 %. Испаноязычные составляли 0,58 % населения независимо от расы.
В составе 29,90 % из общего числа домашних хозяйств проживают дети в возрасте до 18 лет, 53,00 % домашних хозяйств представляют собой супружеские пары проживающие вместе, 14,30 % домашних хозяйств представляют собой одиноких женщин без супруга, 29,10 % домашних хозяйств не имеют отношения к семьям, 26,50 % домашних хозяйств состоят из одного человека, 11,60 % домашних хозяйств состоят из престарелых (65 лет и старше), проживающих в одиночестве. Средний размер домашнего хозяйства составляет 2,44 человека, и средний размер семьи 2,94 человека.
Возрастной состав округа: 24,20 % моложе 18 лет, 7,60 % от 18 до 24, 26,70 % от 25 до 44, 24,90 % от 45 до 64 и 24,90 % от 65 и старше. Средний возраст жителя округа 39 лет. На каждые 100 женщин приходится 90,50 мужчин. На каждые 100 женщин старше 18 лет приходится 86,10 мужчин.
Средний доход на домохозяйство в округе составлял 30 745 USD, на семью — 38 148 USD. Среднестатистический заработок мужчины был 28 557 USD против 19 885 USD для женщины. Доход на душу населения составлял 16 909 USD. Около 13,50 % семей и 16,60 % общего населения находились ниже черты бедности, в том числе — 24,30 % молодежи (тех, кому ещё не исполнилось 18 лет) и 15,60 % тех, кому было уже больше 65 лет.